# クレイ・フレンチ
クレイ・フレンチ（Clay French、1980年10月7日 - ）は、アメリカ合衆国の男性総合格闘家。イリノイ州ヴィラパーク出身。ギルバート・グラップリング所属。元KOTC世界ライト級王者。
素早い動きでバックチョークや腕ひしぎ十字固めなどの関節技を仕掛ける。関節技の極めの速さから「イリノイのサブミッション・キング」の異名を持つ。
ミレティッチMAとの交流が非常に深く、モンテ・コックスのマネージメントを受ける。

## 来歴
20年以上のレスリング経験を持つ。
2004年8月13日、プロ総合格闘技デビュー。
2006年8月26日、Extreme Challenge 70で行われたライト級トーナメントに参戦。1回戦で一本勝ちするも、決勝でジャスティン・ジェイムズに一本負け。デビュー以来の連勝は8で止まった。
2006年11月5日、PRIDE初参戦となったPRIDE 武士道 -其の十三-でギルバート・メレンデスの負傷欠場により3日前にオファーを受け急遽青木真也と対戦。1R跳びつき三角絞めで一本負け。
2007年1月19日、KOTC世界ライト級タイトルマッチで王者マック・ダンジグと対戦し、2-1の判定勝ちを収め王座獲得に成功した。
2007年5月26日、KOTC世界ライト級タイトルマッチでバディ・クリントンと対戦し、2-1の判定勝ちを収め初防衛に成功した。8月5日に再戦が行われ、カットによりTKO勝ちし2度目の防衛に成功した。
2007年11月21日、KOTC世界ライト級タイトルマッチでジェイソン・アイルランドと対戦し、3-0の判定勝ちを収め3度目の防衛に成功した。
2008年6月14日、Adrenaline MMAの旗揚げ興行でジャミール・マスーと対戦し、チョークスリーパーで一本勝ち。
2008年8月24日、戦極初参戦となった戦極 〜第四陣〜のライト級グランプリシリーズ2008 1回戦で北岡悟と対戦し、開始31秒アキレス腱固めで一本負け。
2008年11月28日、KOTC世界ライト級タイトルマッチでローリー・マクドナルドと対戦し、2RKO負けを喫し王者陥落した。
2009年8月2日、戦極 〜第九陣〜で光岡映二と対戦し、フロントチョークで一本負け。

## 戦績

### プロ総合格闘技
| 総合格闘技 戦績 | 総合格闘技 戦績 | 総合格闘技 戦績 | 総合格闘技 戦績 | 総合格闘技 戦績 | 総合格闘技 戦績 | 総合格闘技 戦績 |
| --------------- | --------------- | --------------- | --------------- | --------------- | --------------- | --------------- |
| 25 試合         | (T)KO           | 一本            | 判定            | その他          | 引き分け        | 無効試合        |
| 19 勝           | 2               | 11              | 6               | 0               | 0               | 0               |
| 6 敗            | 1               | 5               | 0               | 0               | 0               | 0               |

| 勝敗 | 対戦相手                 | 試合結果                   | 大会名                                                    | 開催年月日     |
| ○    | ジェームス・クラウス     | 5分3R終了 判定2-1          | Titan FC 19                                               | 2011年7月29日  |
| ○    | ビリー・スタンプ         | 5分3R終了 判定2-1          | Ruckus Entertainment: Ruckus Invades Navy Pier            | 2010年9月11日  |
| ○    | ショーン・ウィルソン     | 1R 3:39 チョークスリーパー | KOTC: Turbulence 2                                        | 2010年4月24日  |
| ×    | 光岡映二                 | 1R 1:50 フロントチョーク   | 戦極 〜第九陣〜                                           | 2009年8月2日   |
| ○    | ブライアン・ネヴィル     | 1R 0:28 ネッククランク     | KOTC: The Renewal                                         | 2009年6月20日  |
| ×    | マイケル・ジョンソン     | 1R 3:16 キムラロック       | Fuel Fight Club                                           | 2009年4月10日  |
| ×    | ローリー・マクドナルド   | 2R 4:26 KO（パンチ連打）   | KOTC: Grinder 【KOTC世界ライト級タイトルマッチ】          | 2008年11月28日 |
| ×    | 北岡悟                   | 1R 0:31 アキレス腱固め     | 戦極 〜第四陣〜 【ライト級グランプリシリーズ2008 1回戦】  | 2008年8月24日  |
| ○    | ジャミール・マスー       | 2R 3:17 チョークスリーパー | Adrenaline MMA 1                                          | 2008年6月14日  |
| ○    | ジェイソン・アイルランド | 5分3R終了 判定3-0          | KOTC: Bad Boys 【KOTC世界ライト級タイトルマッチ】         | 2007年11月21日 |
| ○    | ボビー・モズリー         | 1R 1:29 腕ひしぎ十字固め   | Mainstream MMA 7: Vengeance                               | 2007年10月20日 |
| ○    | サム・ジャクソン         | 1R 4:22 チョークスリーパー | Extreme Challenge 82                                      | 2007年8月18日  |
| ○    | バディ・クリントン       | 3R 3:26 TKO（カット）      | KOTC: Collision Course 【KOTC世界ライト級タイトルマッチ】 | 2007年8月5日   |
| ○    | バディ・クリントン       | 5分3R終了 判定2-1          | KOTC: Damage Control 【KOTC世界ライト級タイトルマッチ】   | 2007年5月26日  |
| ○    | ドミニク・ビェルケ       | 1R 1:18 TKO（パンチ連打）  | Courage Fighting Championships 8                          | 2007年4月21日  |
| ○    | マック・ダンジグ         | 5分3R終了 判定2-1          | KOTC: Hard Knocks 【KOTC世界ライト級タイトルマッチ】      | 2007年1月19日  |
| ×    | 青木真也                 | 1R 3:57 跳びつき三角絞め   | PRIDE 武士道 -其の十三-                                   | 2006年11月5日  |
| ×    | ジャスティン・ジェイムズ | 1R 2:06 腕ひしぎ十字固め   | Extreme Challenge 70 【ライト級トーナメント 決勝】        | 2006年8月26日  |
| ○    | アロンゾ・マルチネス     | 1R 3:34 チョークスリーパー | Extreme Challenge 70 【ライト級トーナメント 1回戦】       | 2006年8月26日  |
| ○    | ジェームス・クグラー     | 1R チョーク                | Courage Fighting Championships 6                          | 2006年7月15日  |
| ○    | アレックス・カーター     | 1R 0:16 腕ひしぎ十字固め   | Iowa Challenge 29                                         | 2006年6月10日  |
| ○    | ノーム・アレクサンダー   | 1R 腕ひしぎ十字固め        | Courage Fighting Championships 5                          | 2006年4月29日  |
| ○    | ジョシュ・アローチョ     | 1R 3:28 チョークスリーパー | XFO 7: Outdoor War                                        | 2005年8月27日  |
| ○    | ジョー・ベレス           | 2R 0:59 フロントチョーク   | Courage Fighting Championships 2                          | 2005年3月26日  |
| ○    | エリック・ガルトニー     | 5分2R終了 判定3-0          | Silverback Classic 19                                     | 2004年8月13日  |

### アマチュア総合格闘技
| 勝敗 | 対戦相手           | 試合結果          | 大会名         | 開催年月日    |
| ○    | クリス・デイヴィス | 5分3R終了 判定3-0 | DesertBrawl 14 | 2005年7月23日 |

## 獲得タイトル
- 第8代KOTC世界ライト級王座（2007年）